# Dicranomyia calliergon
Dicranomyia calliergon är en tvåvingeart. Dicranomyia calliergon ingår i släktet Dicranomyia och familjen småharkrankar.

## Underarter
Arten delas in i följande underarter:
- D. c. calliergon
- D. c. polygrapha